# Skylon
«Скайлон» (англ. Skylon) — название проекта британской компании Reaction Engines Limited (REL), согласно которому в будущем может быть создан беспилотный космолёт многоразового использования, который, как предполагается его разработчиками, сделает возможным недорогой и надёжный доступ в космос.
«Скайлон» будет способен подниматься в воздух как обычный самолёт и, достигнув гиперзвуковой скорости в 5,5 М и высоты в 26 километров, переходить на питание кислородом из собственных баков, чтобы выйти на орбиту. Садиться он будет тоже как самолёт. Таким образом, британский космолёт не только должен выходить в космос без применения разгонных ступеней, внешних ускорителей или сбрасываемых топливных баков, но и осуществлять весь этот полёт, используя одни и те же двигатели (в количестве двух штук) на всех этапах, начиная с рулёжки по аэродрому и заканчивая орбитальным участком.
Согласно проекту «Скайлон» будет способен доставить в космос приблизительно 12 тонн груза (для низкой экваториальной орбиты); по оценкам, «Скайлон» снизит стоимость выведения грузов в 15—50 раз.
Предварительная экспертиза этого проекта признала, что технических и конструктивных ошибок в нём нет. Сейчас компания занимается созданием демонстратора (прототипа) двигателя космолёта.

## Конструкция

### Силовая установка
Ключевой частью проекта является уникальная силовая установка — два многорежимных турборакетнопрямоточных двигателя (англ. hypersonic precooled hybrid synergistic air breathing rocket engine — SABRE — гиперзвуковой комбинированный синергетический воздушно-реактивный/ракетный двигатель с предварительным охлаждением). То есть, это турборакетные двигатели с дополнительными прямоточными контурами.
Прямоточные камеры сгорания располагаются кольцеобразно вокруг ракетных.
Принцип работы двигателей
В основные (ракетные) камеры сгорания (их по 4 в каждом двигателе) подаются топливо (жидкий водород) и окислитель — либо атмосферный воздух, нагнетаемый турбокомпрессором и сильно охлаждаемый при прохождении через теплообменник (воздушно-реактивный режим), либо жидкий кислород из баков (ракетный режим).
Турбокомпрессор приводится во вращение газовой турбиной, на которую в качестве рабочего тела подаётся нагретый гелий, получающий тепло от охлаждаемого в теплообменнике воздуха и дополнительно разогреваемый при охлаждении им сопел. Затем гелий охлаждается частью топлива — жидким водородом (гелиевый цикл). 
Кроме того, двигатели оснащены вспомогательными прямоточными камерами сгорания, питаемыми воздухом из внешних обходных каналов и используемыми для сжигания излишков водорода, испаряющегося при охлаждении воздуха, не попавшего в теплообменники двигателей во время их работы в воздушно-реактивном режиме. Таким образом, прямоточный контур создаёт некоторую часть тяги, наиболее значительную при низких скоростях полёта (в отличие от турбопрямоточных двигателей, где прямоточный контур тем эффективнее, чем больше скорости полёта). 

## Ход разработки
В 1989 году один из разработчиков проекта HOTOL Алан Бонд создал компанию Reaction Engines Limited (REL), которая начала разработку орбитального самолёта Skylon, для обхода недостатков отвергнутого проекта HOTOL.
В 1992 году была определена сумма проекта — около 10 млрд $.
Несмотря на то, что проекту уже более 25 лет, до сих пор не создано ни одного полноразмерного действующего образца двигателя будущего аппарата.
В ноябре 2012 года компания REL провела ряд испытаний концепта[уточнить] двигателя, под наблюдением Европейского космического агентства, и сообщила о том, что их результаты были успешны, и что основные технические трудности были преодолены.
17 июля 2013 года правительство Великобритании объявило о планах инвестировать в развитие воздушно-двигателя SABRE 60 млн фунтов стерлингов; таким образом, самый амбициозный и смелый космический проект последних десятилетий получил признание и деньги на дальнейшие работы.
22 сентября 2016 года REL сообщила, что перешла к окончательному этапу разработки полнофункционального прототипа двигателя SABRE. Изначально SABRE разрабатывался как двигатель для космолёта «Скайлон», однако позднее разработкой заинтересовались британская оборонная корпорация BAE Systems и правительство Великобритании, выкупившие часть акций Reaction Engines.
Уже до конца 2017 года разработчики планировали создать первый полнофункциональный прототип SABRE. Работая в атмосферном режиме, он должен был развивать скорость до пяти чисел Маха (свыше 6000 км/ч), после чего переходить в ракетный режим. Первый прототип должен был иметь размеры, схожие с габаритами двигателя F135 (длиной 5,6 м и диаметром 1,2 м), устанавливаемого на истребители F-35, и, работая в атмосферном режиме, развивать тягу до 196 кН (двигатель F135 — 191 кН в режиме форсажа). При этом планировалось, что полноразмерный двигатель смог бы развивать тягу до 667 кН.
Первые испытания двигателей SABRE были запланированы на 2019 год; постройка полноразмерного двигателя SABRE запланирована на 2020 год.
В марте 2019 компания Reaction Engines защитила эскизный проект относительно компактного гибридного гиперзвукового ракетного двигателя SABRE. Согласно сообщению Европейского космического агентства, с этого момента в следующие полтора года разработчики проведут испытания отдельных узлов новой силовой установки. Благодаря защите проекта, REL сможет приступить к сборке и испытаниям отдельных узлов SABRE.
В сентябре 2019 г. Космическое агентство Великобритании объявило о начале тесного сотрудничества с Австралийским космическим агентством над проектом гиперзвукового «космического самолёта». Как сообщило CNN, в рамках соглашения агентства создадут космоплан, который к 2030 году сократит перелёт между Лондоном и Сиднеем на 80 %, до четырёх часов.
Компания Reaction Engines получила на разработку двигателя более 100 миллионов фунтов стерлингов.
Демонстратор газогенератора силовой установки, работающий на атмосферном воздухе и жидком водороде, будет проходить испытания в строящемся исследовательском центре в британском Бакингемшире, сейчас компания завершает строительство там испытательного комплекса, на котором состоится первая наземная демонстрация двигателя SABRE.
Испытательные полёты планируют начать ближе к середине 2020-х годов. Первый коммерческий полёт должен состояться к 2030-м годам.

## Предполагаемые технические данные
- Экипаж: нет, дистанционное управление с земли
- Длина: 82 м
- Размах крыла: 25 м
- Вес без груза: 41 т
- Вес в нагруженном состоянии: ~275 т